# Rudolph Koenig
Rudolph Koenig (Königsberg, 26 novembre 1832 – Parigi, 2 ottobre 1901) è stato un fisico tedesco che si occupò principalmente di fenomeni legati all'acustica.

## Biografia
Dopo aver studiato nella sua città natale, giunse a Parigi intorno al 1852 e divenne allievo del celebre liutaio Jean Baptiste Vuillaume (1798-1875). Sei anni dopo aprì un suo studio personale. Venne subito molto apprezzato per i suoi diapason ed i suoi apparecchi di misurazione acustica, sia dai fisici che dai musicisti.
Portò a soluzione numerosi problemi di acustica e costruì diversi strumenti di misura (tonometro di Scheibler).